# Kattumannarkoil
Kattumannarkoil è una suddivisione dell'India, classificata come town panchayat, di 22.683 abitanti, situata nel distretto di Cuddalore, nello stato federato del Tamil Nadu. In base al numero di abitanti la città rientra nella classe III (da 20.000 a 49.999 persone).

## Geografia fisica
La città è situata a 11° 16' 33 N e 79° 33' 06 E.

## Società

### Evoluzione demografica
Al censimento del 2001 la popolazione di Kattumannarkoil assommava a 22.683 persone, delle quali 11.472 maschi e 11.211 femmine. I bambini di età inferiore o uguale ai sei anni assommavano a 2.452, dei quali 1.253 maschi e 1.199 femmine. Infine, coloro che erano in grado di saper almeno leggere e scrivere erano 17.281, dei quali 9.360 maschi e 7.921 femmine.